# Schistidium rivulariopsis
Schistidium rivulariopsis là một loài Rêu trong họ Grimmiaceae. Loài này được (R.S. Williams) Ochyra mô tả khoa học đầu tiên năm 1998.